# Teleutomyrmex
Genre
Teleutomyrmex est un genre de fourmis, initialement décrit par Heinrich Kutter en 1950. Il est aujourd'hui considéré comme un synonyme junior de Tetramorium, mais reste utilisé et défendu par certains myrmécologues.

## Biologie
Toutes les espèces anciennement incluses dans le genre Teleutomyrmex sont des parasites dites inquilines de fourmis du genre Tetramorium. Elles considérées comme les espèces les plus adaptées au parasitisme parmi les fourmis, ce qui leur a valu leur nom de genre qui signifie "fourmi finale".

## Liste d'espèces anciennement appartenant au genre[4]
- Tetramorium buschingeri (Lapeva-Gjonova, 2017)
- Tetramorium inquilinum Ward, Brady, Fisher & Schultz, 2014
- Tetramorium kutteri (Tinaut, 1990)
- Tetramorium seiferti (Kiran & Karaman, 2017)